# Camp Swift
Camp Swift – jednostka osadnicza w Stanach Zjednoczonych, w stanie Teksas, w hrabstwie Bastrop.